# Cucina saudita

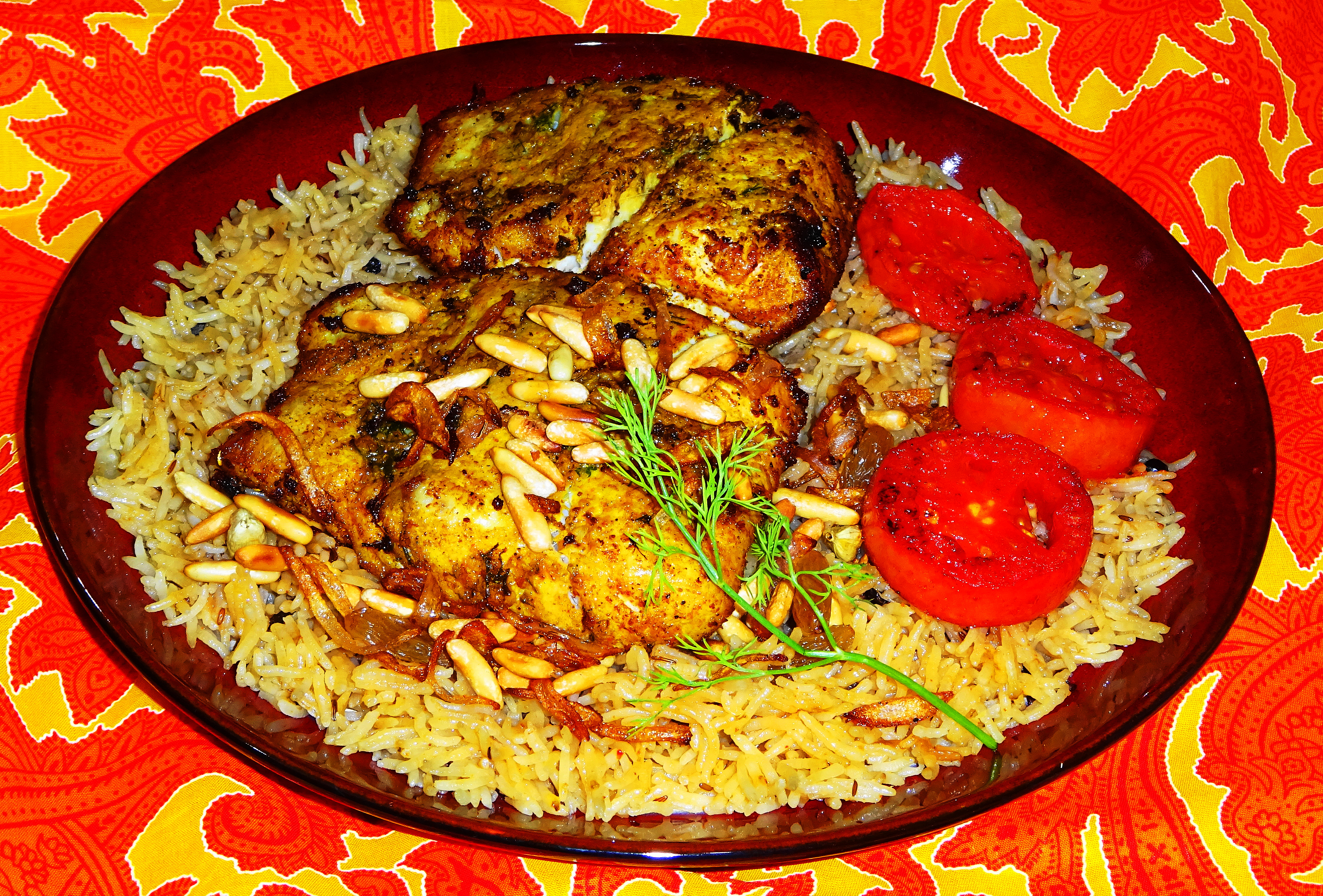
Sayadiyah, un piatto tipico delle zone costiere

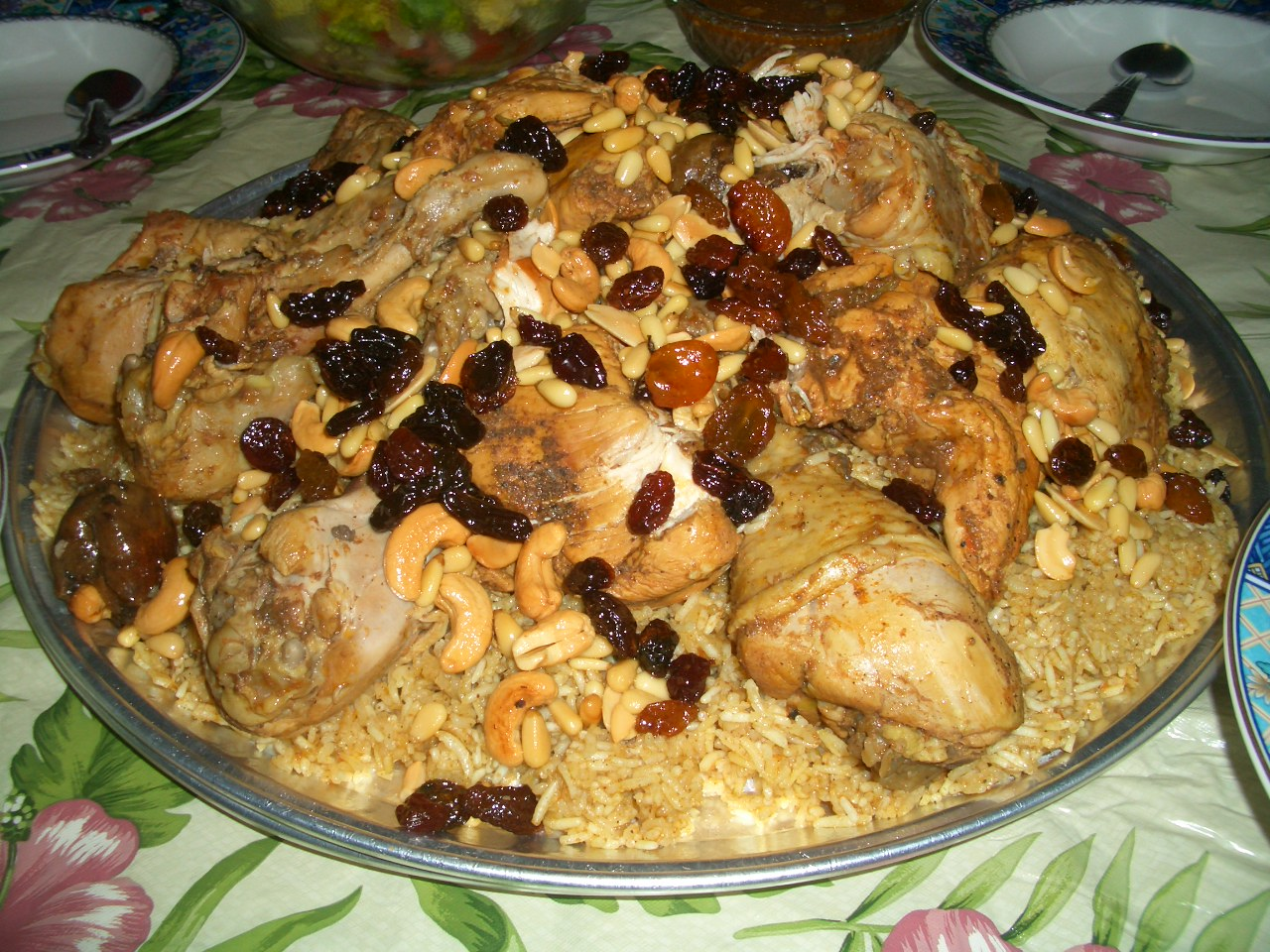
Kabsa

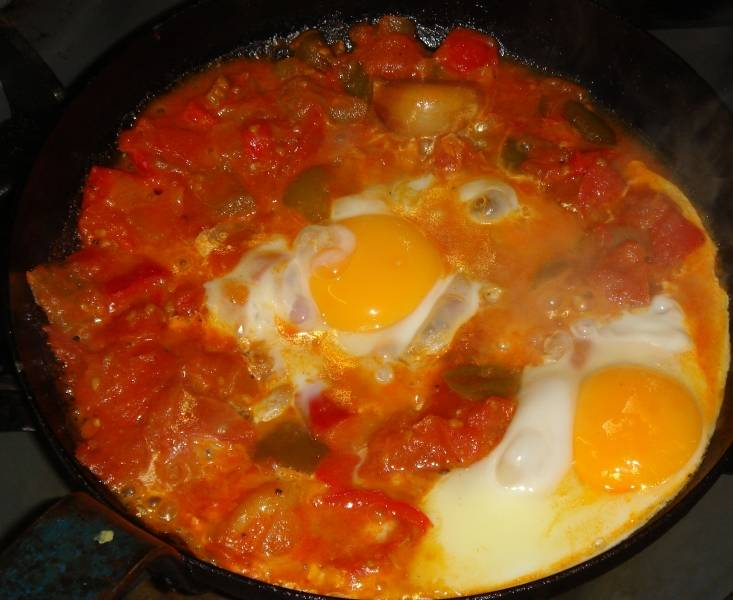
Shakshuka

La cucina saudita comprende le abitudini culinarie dell'Arabia Saudita, paese collocato strategicamente tra l'Asia minore e l'Asia meridionale che, godendo delle rotte commerciali che lo hanno attraversato nel corso dei secoli, ha sviluppato una cucina ricca e variegata.

## Storia
Un fattore che ha contribuito alla varietà delle cucine regionali in Arabia Saudita è la vastità dell'area che, disponendo di diversi tipi e accessibilità di flora e fauna, ha fatto sì che nelle zone costiere si sviluppasse una buona tradizione peschereccia e un ottimo mercato di importazione, che di conseguenza non potette svilupparsi nelle aree più interne della regione. Inoltre, con la diffusione dell'Islam, i pellegrini che si recavano a La Mecca provenienti da Turchia, Egitto, India, Indonesia e Asia centrale, importarono i propri usi e costumi. La provincia che più ha goduto dei benefici di questo crocevia di culture è l'Hegiaz. Vennero importati tè, caffè, riso e spezie, che approdavano nei porti della penisola oppure venivano trasportati tramite carovane.
Tradizionalmente le popolazioni sedentarie si dedicarono alla produzione di grano, orzo e verdure, in particolare nell'Hegiaz, dove si assistette alla crescita della coltivazione di albicocche, banane, uva, melograni e datteri. I seminomadi invece producevano carne e formaggio dalle loro pecore che facevano pascolare nel deserto durante l'inverno, dedicandosi alla coltivazione di frutta in primavera, mentre i nomadi beduini producevano carne di cammello.
Prima dello sviluppo dell'attività petrolifera, gli unici ristoranti presenti nel paese erano sale da caffè e alcuni ristoranti presenti nelle principali città o lungo le strade extraurbane principalmente frequentati da pellegrini musulmani. La religione islamica ha influenzato enormemente la dieta saudita. I primi giuristi islamici codificarono le leggi sulle pratiche alimentari definendo i cibi in quattro categorie: tayib ("puro"), najis ("impuro"), halal ("legale") e haram ("illegale").

## Caratteristiche principali
Tradizionalmente i sauditi consumano tre pasti al giorno, cadenzati dalle preghiere giornaliere. Al mattino essi si svegliano prima dell'alba per la preghiera del Fajr. Dopo alcune ore si consuma la colazione, generalmente semplice e composta da pane, datteri, miele, formaggio, tè, caffè e latte fresco. Il pranzo, consumato nel primo pomeriggio in concomitanza con la preghiera dell'Asr, è il pasto principale della giornata. Nelle aree rurali si consumano per lo più riso e carne, mentre nelle aree urbane troviamo bulgur ("grano spezzato"), carne, pesce, insalate, tè o dolci. La cena prevede solitamente gli avanzi del pranzo e si tiene nell'ora della preghiera dell'Asha.
In presenza di ospiti che non siano membri della famiglia, uomini e donne mangiano separatamente. Durante le feste un banchetto può prevedere carne di pecora, cammello o agnello accompagnato da riso condito con spezie. Nelle regioni del Golfo Persico e del Mar Rosso il pesce è protagonista del banchetto saudita, che può essere cotto al forno, fritto oppure bollito. Ad ogni modo, in tutto il paese non può mancare del pane, tè, caffè o lo yogurt, spesso usato in diverse ricette.

## Piatti principali
Un tipico piatto diffuso nelle coste saudite è il sayadiah, del pesce cotto con riso e cipolle. Tra gli altri piatti vi sono il ful madammas, una specialità del Ramadan composta da fave condite con una salsa a base di saman, cumino e succo di limone, l'hanayni, un pudding di datteri, l'hubul, a base di uova di sgombro fritte accompagnato da riso o insalata, e il kabsa, uno stufato di riso che può essere cotto con carne o pesce.
La kufta consiste invece in carne di vitello o agnello macinata e cotta alla griglia, che può essere usata nella preparazione di polpette fritte, accompagnata con pane, servita con tahina oppure aggiunta al riso, mentre il mataziz è una zuppa di pasta con agnello e verdure. Tra i contorni vi sono il marquq, un tipo di pane usato per accompagnare la carne, e il laban bi khiyar, una zuppa fresca fatta con yogurt e cetrioli. Ancora altri piatti della tradizionale tavola saudita sono il muhashsha, a base di pesce fritto e riso, il mutabbal, a base di melanzane condite con tahina, salsa di limone, sale, pepe e aglio, il mutabbaq, un impasto fritto e ripieno di carne e verdure presumibilmente di origini indonesiane, e la shakshuka, una omelette con pomodori e spezie.
Tra i classici dolci sauditi si citano gli asabi' al-Sit, dei biscotti di mandorle, zucchero e cannella, i qatayef, dei fagottini ripieni di formaggio, noci e frutta, l'egiziano Umm Ali, l'harisah, a base di carne e grano zuccherato, lo jubniyyah, un dolce fatto con latte di capra, e il lahoh, una crespella con carne, panna acida o yogurt. La bevanda più diffusa è certamente il caffè, importato dalla vicina Etiopia.